# Pseudexostoma brachysoma
Pseudexostoma brachysoma är en fiskart som beskrevs av Chu, 1979. Pseudexostoma brachysoma ingår i släktet Pseudexostoma och familjen Sisoridae. Inga underarter finns listade i Catalogue of Life.